# Каштелу-де-Пайва
Каште́лу-де-Па́йва (порт. Castelo de Paiva; МФА: [kɐʃ.ˈte.ɫu dɨ ˈpaj.vɐ], «Пайвський замок») — муніципалітет і містечко в Португалії, в окрузі Авейру. Розташований у північно-західній частині країни, на теренах історичної португальської провінції Бейра. Належить до Авейрівської діоцезії Католицької церкви в Португалії. Права міського самоврядування має з 1513 року. Поділяється на 6 парафій. За адміністративним поділом, чинним до 1976 року, був складовою провінції Берегове Дору. Площа муніципалітету — 115,01 км², населення муніципалітету — 16733 ос. (2011); густота населення — 145,49 осіб/км²
. Патрон — святий Іван. Святковий день муніципалітету — 24 червня. Поштовий індекс — 4550.  Код місцевої адміністративної одиниці — 0106. Складова статистичного регіону Північ.

## Назва
- Каштелу-де-Пайва (порт. Castelo de Paiva, стара орфографія: порт. Castello de Paiva)
- Па́йва (ст.-порт. Paiva), або Па́йва на березі Дору (ст.-порт. Payva de Riba Douro) — стара назва, відома з 883 року.

## Географія
Каштелу-де-Пайва розташована на північному заході Португалії, на півночі округу Авейру.
Містечко розташоване за 55 км на північний схід від міста Авейру.
Каштелу-де-Пайва межує на півночі з муніципалітетами Пенафієл і Марку-де-Канавезеш, на сході — з муніципалітетом Сінфайнш, на півдні — з муніципалітетом Арока, на заході — з муніципалітетом Гондомар.

### Клімат
| Клімат Каштелу-де-Пайва | Клімат Каштелу-де-Пайва | Клімат Каштелу-де-Пайва | Клімат Каштелу-де-Пайва | Клімат Каштелу-де-Пайва | Клімат Каштелу-де-Пайва | Клімат Каштелу-де-Пайва | Клімат Каштелу-де-Пайва | Клімат Каштелу-де-Пайва | Клімат Каштелу-де-Пайва | Клімат Каштелу-де-Пайва | Клімат Каштелу-де-Пайва | Клімат Каштелу-де-Пайва | Клімат Каштелу-де-Пайва |
| Показник                | Січ.                    | Лют.                    | Бер.                    | Квіт.                   | Трав.                   | Черв.                   | Лип.                    | Серп.                   | Вер.                    | Жовт.                   | Лист.                   | Груд.                   | Рік                     |
| Середній максимум, °C   | 13,5                    | 14,3                    | 16,2                    | 17,5                    | 19,6                    | 22,7                    | 24,7                    | 25,0                    | 24,0                    | 20,9                    | 16,7                    | 13,9                    | 19,1                    |
| Середня температура, °C | 9,3                     | 10,1                    | 11,5                    | 12,9                    | 15,1                    | 18,1                    | 19,9                    | 19,8                    | 19,0                    | 16,2                    | 12,3                    | 9,9                     | 14,5                    |
| Середній мінімум, °C    | 5,1                     | 5,9                     | 6,8                     | 8,3                     | 10,6                    | 13,5                    | 15,0                    | 14,6                    | 13,9                    | 11,4                    | 7,9                     | 5,9                     | 9,9                     |
| Днів з опадами          | 14                      | 13                      | 11                      | 10                      | 9                       | 6                       | 2                       | 3                       | 6                       | 10                      | 12                      | 12                      | 108                     |
| ----------------------- | ----------------------- | ----------------------- | ----------------------- | ----------------------- | ----------------------- | ----------------------- | ----------------------- | ----------------------- | ----------------------- | ----------------------- | ----------------------- | ----------------------- | ----------------------- |
| Джерело: www.yr.no      |                         |                         |                         |                         |                         |                         |                         |                         |                         |                         |                         |                         |                         |

## Історія
Територія Каштелу-де-Пайви була заселена з часів палеоліту.
Вперше поселення «Пайва на березі Дору» (Пайва-де-Ріба-Дору) згадується в документах під 883 роком. Пізніші джерела називають його просто Пайвою.
1513 року португальський король Мануел I надав Каштелу-де-Пайві форал, яким визнав за поселенням статус містечка та муніципальні самоврядні права.

## Населення
| Кількість мешканців | Кількість мешканців | Кількість мешканців | Кількість мешканців | Кількість мешканців | Кількість мешканців | Кількість мешканців | Кількість мешканців | Кількість мешканців | Кількість мешканців | Кількість мешканців | Кількість мешканців | Кількість мешканців | Кількість мешканців | Кількість мешканців |
| ------------------- | ------------------- | ------------------- | ------------------- | ------------------- | ------------------- | ------------------- | ------------------- | ------------------- | ------------------- | ------------------- | ------------------- | ------------------- | ------------------- | ------------------- |
| 1864                | 1878                | 1890                | 1900                | 1911                | 1920                | 1930                | 1940                | 1950                | 1960                | 1970                | 1981                | 1991                | 2001                | 2011                |
| 8 551               | 8 653               | 9 968               | 9 728               | 10 088              | 10 145              | 11 450              | 12 301              | 15 606              | 17 756              | 16 452              | 17 026              | 16 515              | 17 338              | 16 733              |

## Парафії
1. Райва, Педоріду і Параїзу (до 2013: Райва,  Педоріду, Параїзу)
2. Реал
3. Санта-Марія-де-Сардора
4. Сан-Мартіню-де-Сардора
5. Собраду і Байрруш  (до 2013: Собраду, Байрруш)
6. Форнуш

## Міста-побратими
Каштелу-де-Пайва підтримує дружні стосунки з такими містами:
1. – Чібуту, Мозамбік (1989)
2. – Маніса, Мозамбік (1999)
3. – Фаберо, Іспанія (2005)